# Charles Axtell
Charles Sumner Axtell (ur. 29 stycznia 1859 w Hyannis, zm. 24 listopada 1932 w Springfield) – amerykański strzelec, mistrz olimpijski.
Jeden z założycieli US Revolver Association, w latach 1911–1913 był jego przewodniczącym. Brał udział w niektórych konkurencjach strzeleckich w ramach Wystawy Światowej w Paryżu w 1900 roku, jednak startował w zawodach uznanych za nieolimpijskie.
Axtell wystąpił na Letnich Igrzyskach Olimpijskich 1908 w dwóch konkurencjach. Zajął czwarte miejsce w pistolecie dowolnym z 50 jardów, ponosząc porażkę z Belgami Van Asbroeckiem i Stormsem, oraz ze swym rodakiem Jamesem Gormanem. W drużynowym strzelaniu z pistoletu dowolnego zdobył wraz z kolegami z reprezentacji złoty medal, osiągając najgorszy rezultat wśród amerykańskich zawodników (skład zespołu: Charles Axtell, Irving Calkins, John Dietz, James Gorman).

## Wyniki

### Igrzyska olimpijskie
| Igrzyska | Konkurencja                            | Wynik                             | Miejsce | Źródło |
| -------- | -------------------------------------- | --------------------------------- | ------- | ------ |
| IO 1908  | Pistolet dowolny, 50 jardów            | 480 pkt.                          | 4       | [ 1 ]  |
| IO 1908  | Pistolet dowolny, 50 jardów, drużynowo | 1914 pkt. (druż.) 468 pkt. (ind.) |         | [ 2 ]  |